# Hoodia
Die Gattung Hoodia (Syn.: Trichocaulon N.E.Br.) gehört zur Unterfamilie der Seidenpflanzengewächse
(Asclepiadoideae) in der Familie der Hundsgiftgewächse (Apocynaceae). Die Arten der Gattungen gehören wie Arten vieler Gattungen des Untertribus Stapeliinae zu denen, die im Deutschen Aasblumen genannt werden. Einige Arten werden medizinisch genutzt (siehe Hoodia gordonii). Die Gattung ist nach dem britischen Arzt und Sukkulentensammler William Chamberlain Hood (1790–1879) benannt.

## Beschreibung

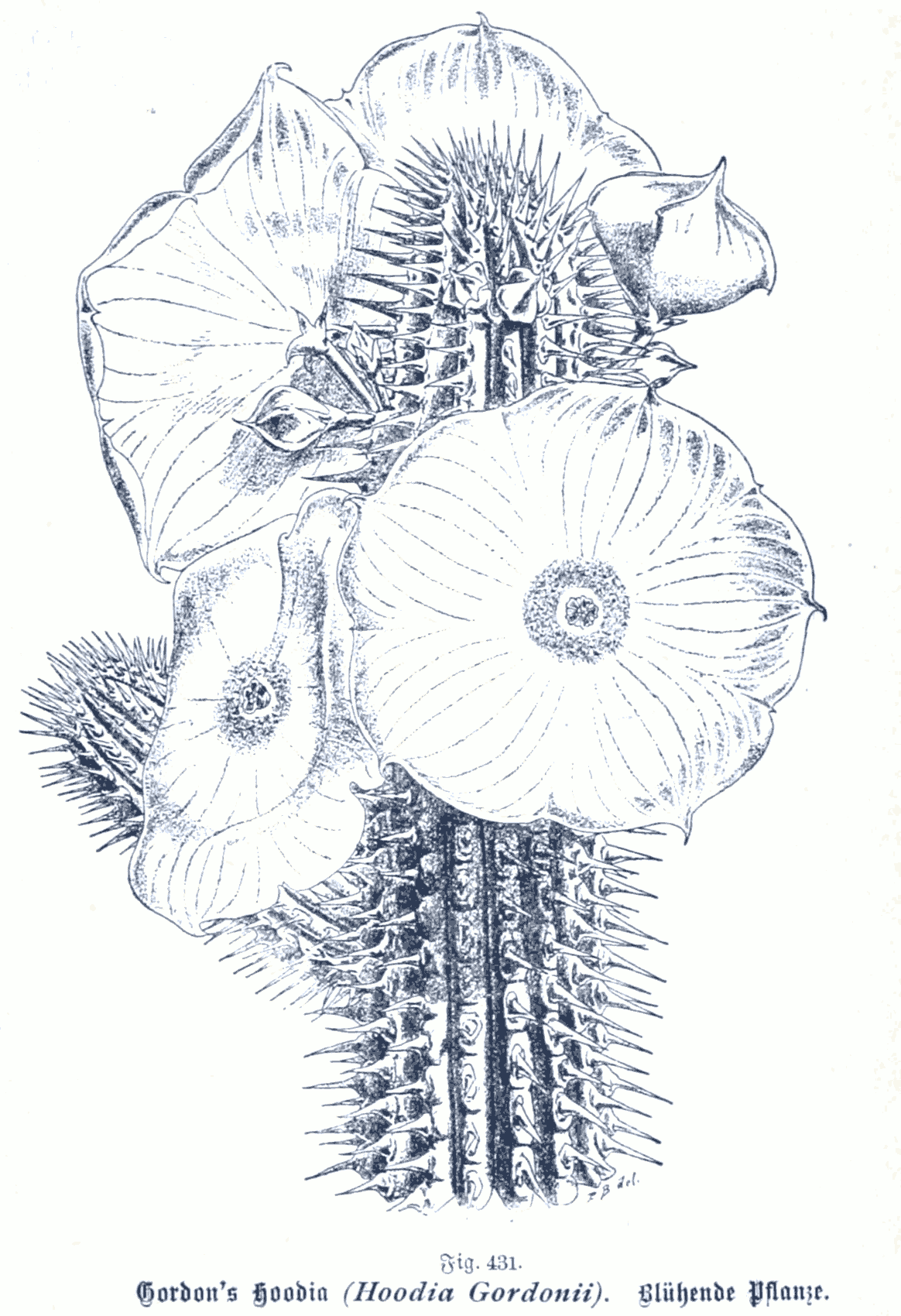
Hoodia gordonii, Illustration

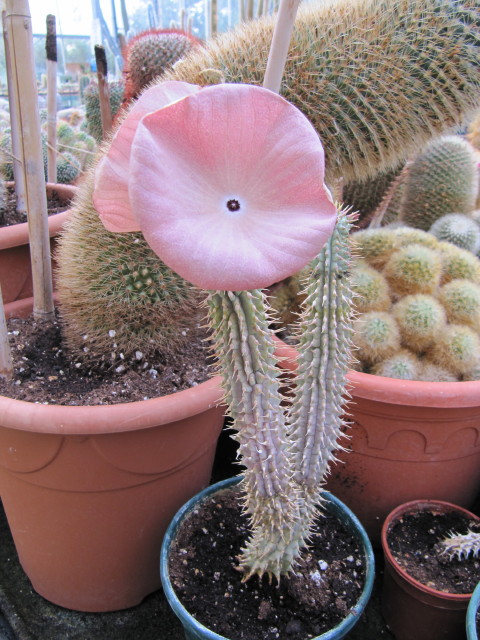
Hoodia juttae

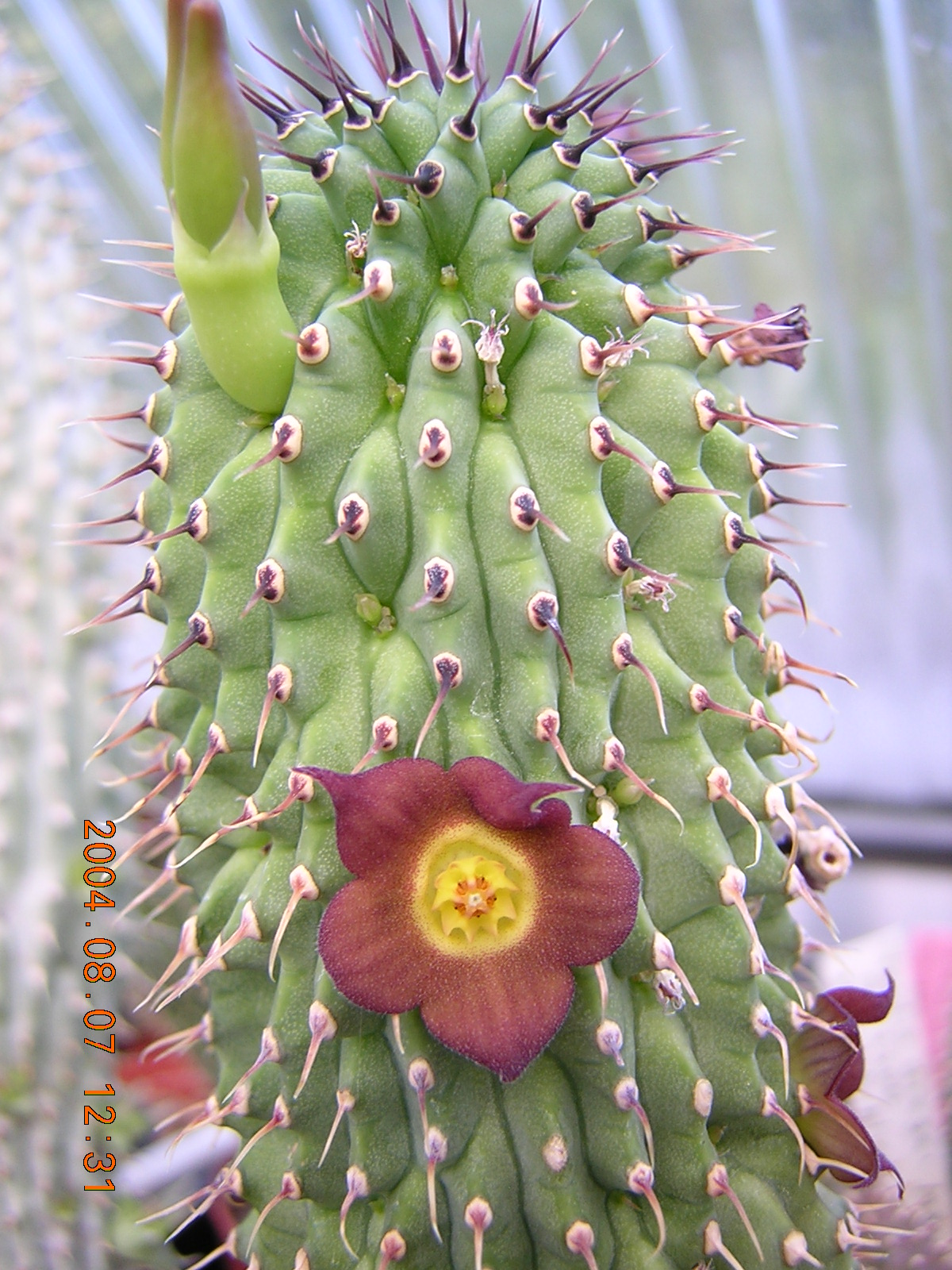
Hoodia officinalis

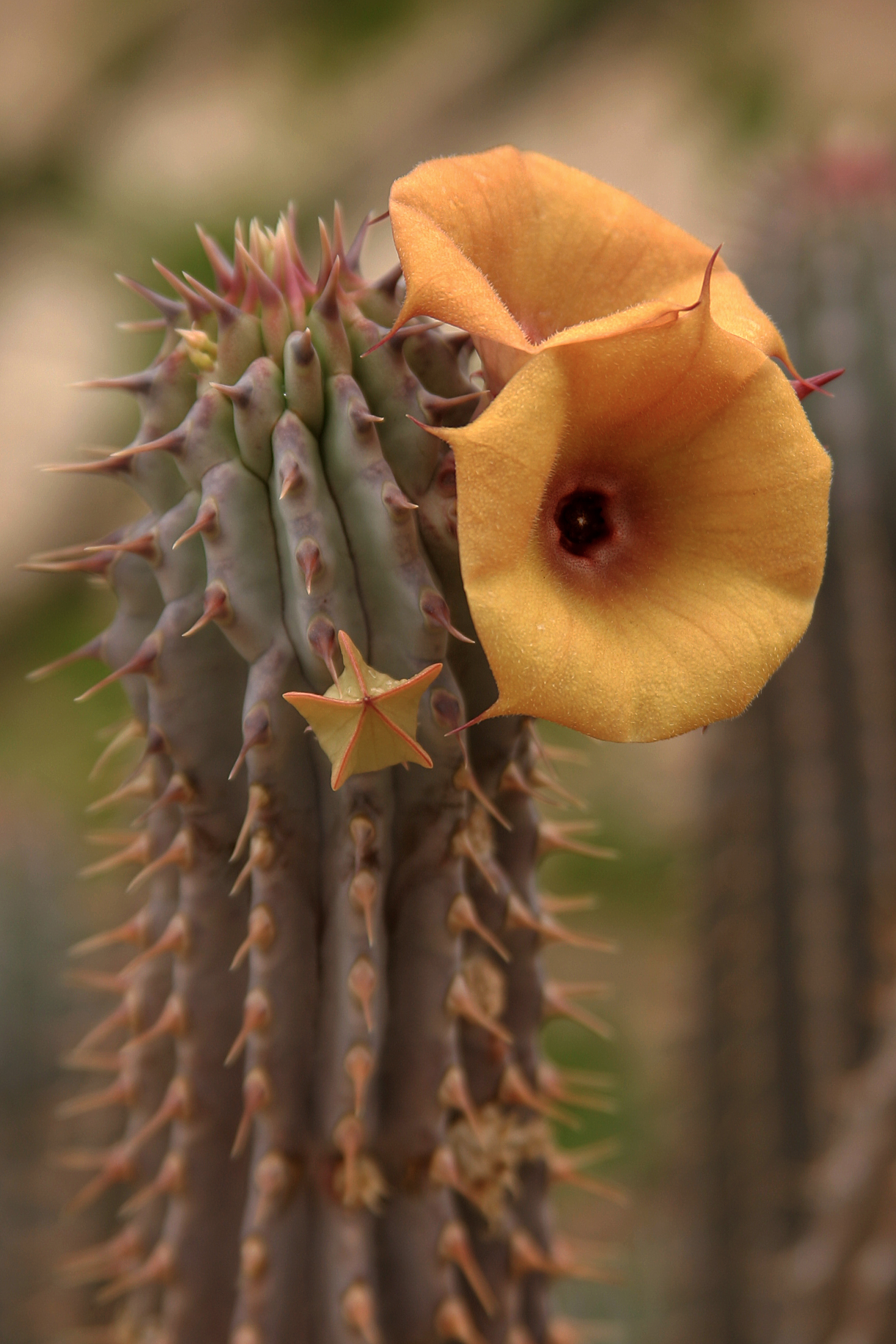
Hoodia parviflora

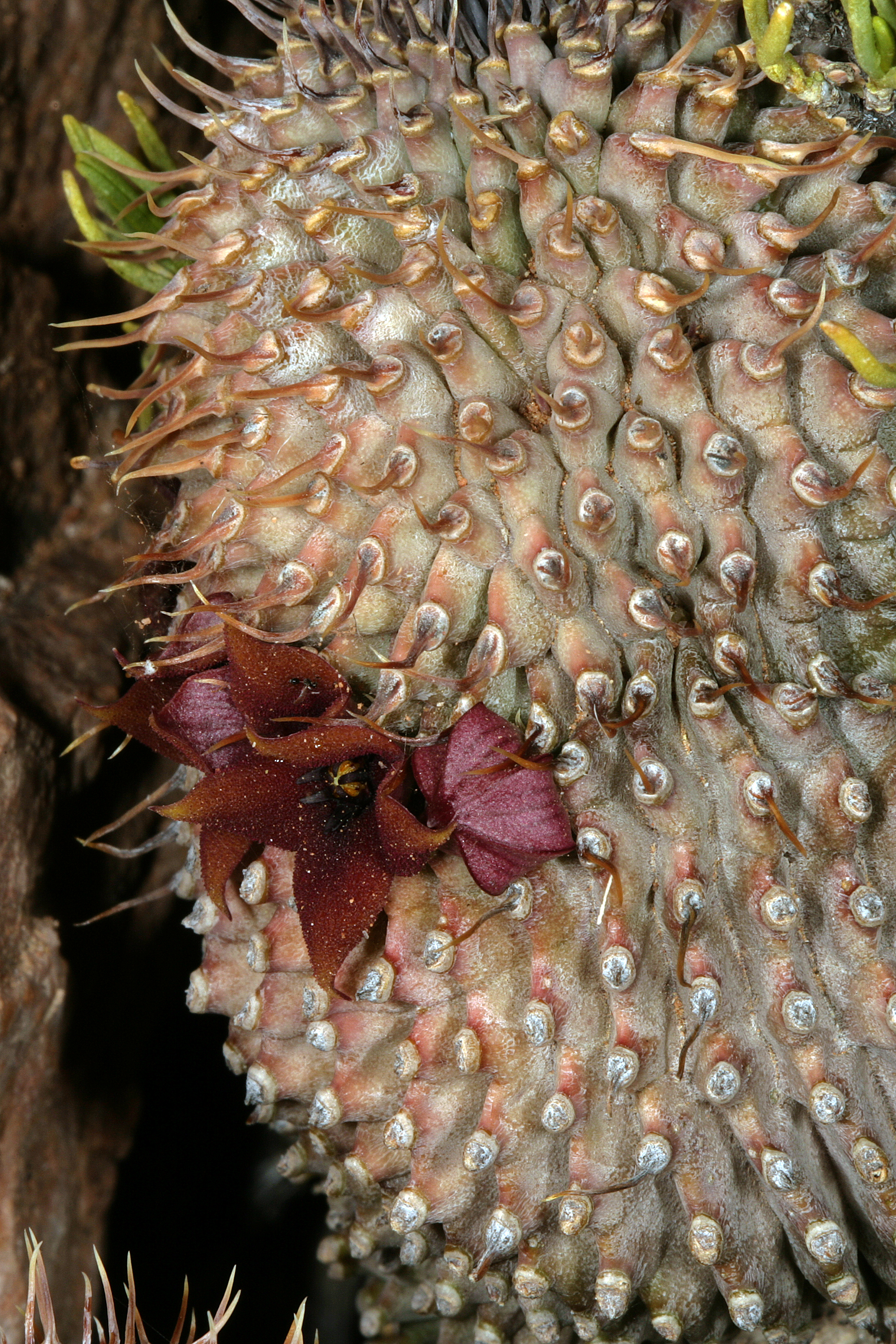
Hoodia pilifera

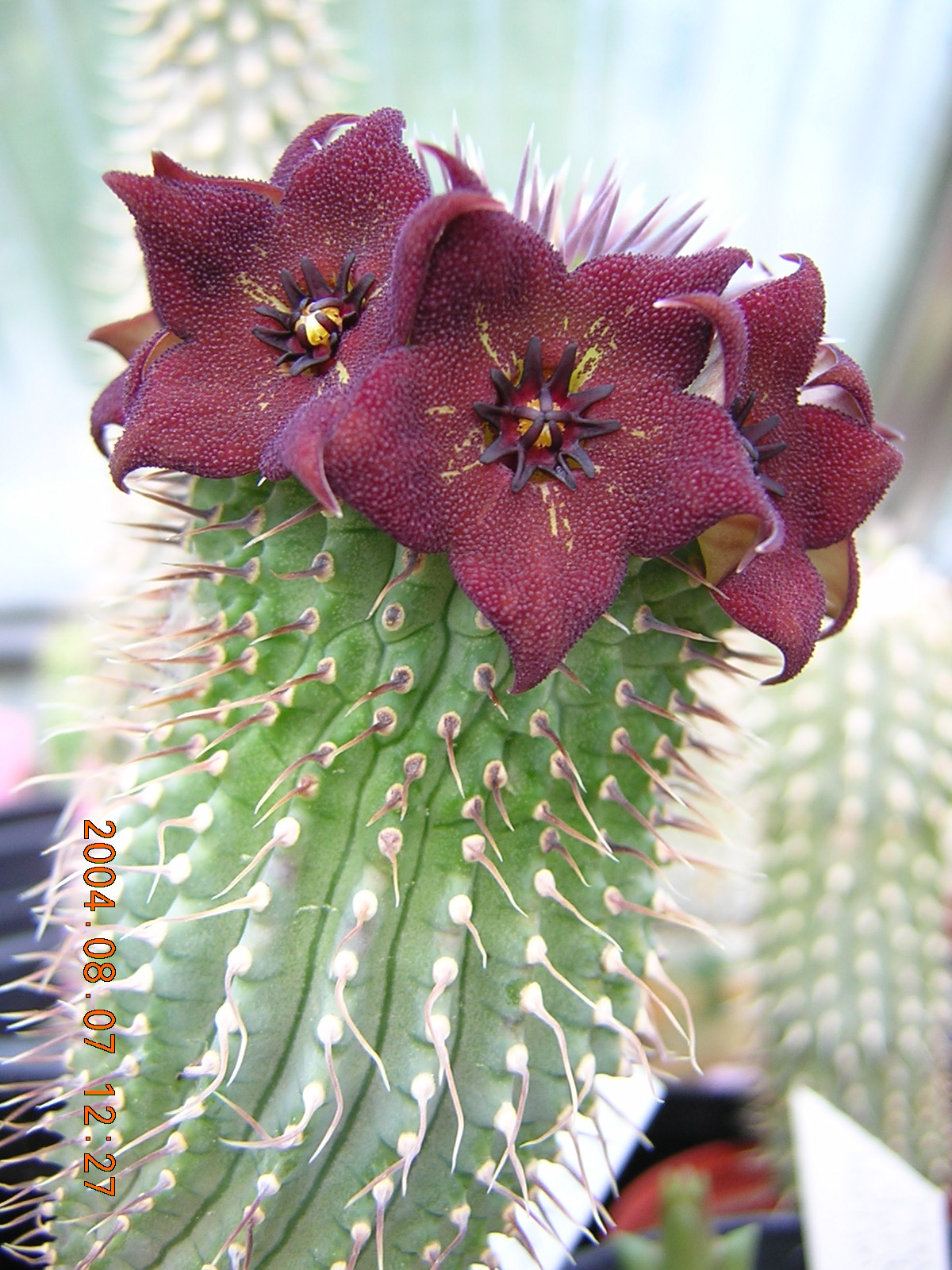
Hoodia ruschii

Die Pflanzen sind sukkulent und sehen im Habitus manchen Kakteen oder sukkulenten Euphorbia sehr ähnlich. Die Stämmchen sind niedrig oder doch selten über 60 cm hoch und immer kahl. Sie sind von der Basis her verzweigt mit vielrippigen, dicken Stämmchen, deren Blattpolster in eine scharfe Dornenspitze auslaufen.
Die fünfzähligen Blüten der meisten Arten sind sehr groß. Die fünf Kelchblätter sind verwachsen und enden mit fünf spitzen Zipfeln. Die fünf Kronblätter sind am Grunde verwachsen zu einer flach ausgebreiteten oder schüsselförmig vertieften Krone und haben meist rötliche Farben. Es werden Kapselfrüchte gebildet.

## Vorkommen
Das Verbreitungsgebiet erstreckt sich von der südlichen Kap-Provinz über Namibia bis nach Angola und Botswana, es sind also Florenelemente der Capensis. Sie besiedeln trockene und niederschlagsarme (aride) Gebiete, steinige und sandig-lehmige Halbwüsten. Es sind sowohl Gebiete mit Sommer- als auch mit Winterregen. Die Zentren der Artenvielfalt sind Namibia (mit elf Arten) und Südafrika (mit neun Arten).

## Arten (Auswahl)
Es gibt etwa 13 (bis 20) Hoodia-Arten:
- Hoodia alstonii (N.E.Br.) Plowes (Syn.: Trichocaulon alstonii N.E.Br.): Sie kommt vom südlichen und südwestlichen Namibia bis zum Nordkap vor.[3]
- Hoodia currorii (Hook.) Decne.: Mit zwei Unterarten:
  - Hoodia currorii subsp. currorii (Syn.: Hoodia macrantha Dinter, Hoodia gibbosa Nel): Sie kommt vom südwestlichen Angola bis Namibia vor.[3]
  - Hoodia currorii subsp. lugardii (N.E.Br.) Bruyns (Syn.: Hoodia lugardii N.E.Br.): Sie kommt von Botswana bis Limpopo vor.[3]
- Hoodia dregei N.E.Br.: Sie kommt in der westlichen Capensis vor.[3]
- Hoodia flava (N.E.Br.) Plowes  (Syn.: Trichocaulon flavum N.E.Br.): Sie kommt vom südlichen Namibia bis zur westlichen Capensis vor.[3]
- Hoodia gordonii (Masson) Sweet ex Decne. (Syn.: Stapelia gordonii Masson, Hoodia barklyi Dyer, Hoodia burkei N.E.Br., Hoodia longispina Plowes): Sie kommt von Namibia bis zum Freistaat vor.[3]
- Hoodia juttae Dinter: Sie kommt im südlichen Namibia vor.[3]
- Hoodia mossamedensis (L.C.Leach) Plowes (Syn.: Trichocaulon mossamedensis L.C.Leach): Sie kommt im südwestlichen Angola vor.[3]
- Hoodia officinalis (N.E.Br.) Plowes: Mit zwei Unterarten:
  - Hoodia officinalis subsp. delaetiana (Dinter) Bruyns (Syn.: Hoodia delaetiana (Dinter) Plowes): Sie kommt im südwestlichen Namibia vor.
  - Hoodia officinalis subsp. officinalis: Sie kommt vom südlich-zentralen und vom südlichen Namibia bis zum Freistaat vor.[3]
- Hoodia parviflora N.E.Br.: Sie kommt vom südwestlichen Angola bis zum nordwestlichen Namibia vor.[3]
- Hoodia pedicellata (Schinz) Plowes (Syn.: Trichocaulon pedicellatum Schinz): Sie kommt vom südwestlichen Angola bis zum nordwestlichen und westlich-zentralen Namibia vor.[3]
- Hoodia pilifera (L.f.) Plowes: Mit den Unterarten:
  - Hoodia pilifera subsp. annulata (N.E.Br.) Bruyns (Syn.: Hoodia annulata (N.E.Br.) Plowes): Sie kommt in der Capensis vor.[3]
  - Hoodia pilifera subsp. pilifera: Sie kommt in der Capensis vor.[3]
  - Hoodia pilifera subsp. pillansii (N.E.Br.) Bruyns (Syn.: Hoodia grandis (N.E.Br.) Plowes, Hoodia coleorum Plowes, Hoodia pillansii N.E.Br., Trichocaulon pillansii N.E.Br.): Sie kommt in der westlichen Capensis vor.[3]
- Hoodia ruschii Dinter: Sie kommt in Namibia vor.[3]
- Hoodia triebneri (Nel) Bruyns (Syn.: Hoodia foetida Plowes, Trichocaulon triebneri Nel): Sie kommt im zentralen Namibia vor.[3]

## Artenschutz
Die Gattung Hoodia wurde im Jahr 2004 unter internationalen Artenschutz gestellt (13. Vertragsstaatenkonferenz zum Washingtoner Artenschutzübereinkommen). Damit dürfen sowohl ganze Pflanzen als auch Teile und Erzeugnisse daraus (z. B.  pharmazeutische Produkte/Nahrungsergänzungsmittel) nur gehandelt werden, wenn eine naturverträgliche Herkunft nachgewiesen wird. Verstöße gegen die bestehende Aus- bzw. Einfuhrgenehmigungspflicht können Bußgeld- und sogar Strafverfahren nach sich ziehen. Selbst im innereuropäischen Handel muss sowohl der Verkäufer als auch der Käufer belegen können, dass das Produkt oder die verarbeitete Pflanze mit den genannten Genehmigungen in die EU gelangt ist. Dies gilt auch bei Einkäufen über das Internet, insbesondere wenn die Sendung aus einem Nicht-EU-Staat kommt.